# Giulia Quintavalle
Giulia Quintavalle (Liorna, 6 de març de 1983) és una esportista italiana que va competir en judo.
Va participar en els Jocs Olímpics de Pequín 2008, obtenint una medalla d'or en la categoria de –57 kg.

## Palmarès internacional
| Jocs Olímpics | Jocs Olímpics             | Jocs Olímpics | Jocs Olímpics |
| Any           | Lloc                      | Medalla       | Categoria     |
| ------------- | ------------------------- | ------------- | ------------- |
| 2008          | Pequín ( R.P. de la Xina) | 1             | –57 kg        |